# Opatství Nejsvětější Trojice v Cava de' Tirreni
Opatství Nejsvětější Trojice v Cava de' Tirreni (italsky Abbazia territoriale della Santissima Trinità di Cava de' Tirreni, latinsky Territorialis Abbatia Ssmae Trinitatis Cavensis) je opatství mnichů benediktinů. Bylo založeno v 11. století a povýšeno na územní opatství v roce 1394. Nachází se asi 3 km od města Cava de' Tirreni a nedaleko Amalfinského pobřeží.
Diecéze (resp. územní opatství) zahrnuje město Cava de' Tirreni. Člení se na 4 farnosti.

## Historie

### 1011: Založení Svatým Alferiem
Zakladatel opatství byl Svatý Alferius, šlechtic ze Salerna, který se v roce 1011 uchýlil do jeskyně Arsiccia, aby zde žil poustevnický život. To vzbudilo pozornost ze strany jeho stoupenců a ti ho pak přiměli, aby zde postavil malý klášter, na jehož základech stojí dnešní opatství. Svatý Alferius zemřel v pokročilém věku 12. dubna 1050.

### 11.–13. století: Svatí opati
První tři století existence kláštera byly nádherné a plné svatosti. První čtyři opati byli církví svatořečeni (Alferius, Lev, Petr a Costabile), dalších osm bylo blahoslavených (Simeone, Falcone, Marino, Benincasa, Petr II., Balsamo, Leonardo a Lev II.). Mezi těmito jmény vyniká především Svatý Petr I., synovec Alferia, který opatství významně rozšířil a založil mnišskou kongregaci, Ordo Cavensis, do které patří stovky kostelů a klášterů v celé jižní Itálii.

### 14.–15. století: Úpadek
14. století představuje pro město Cava de' Tirreni období, ve kterém se soustředilo spíše na péči o světské statky a umělecká díla. To mělo velký dopad na opatství.
V roce 1394 udělil papež Bonifác IX. Cavě titul města, a povýšil ho na autonomní diecézi s vlastním biskupem, který však musel mít sídlo v Opatství Nejsvětější trojice, jehož kostel byl potom prohlášen katedrálou nové diecéze.
Klášter už mimoto neměl být řízen opatem, ale priorem.
Další obrat nastane v roce 1431, kdy byl opat Angelotto Fusco jmenován kardinálem, chtěl si však udržet příjem z opatství a diecéze ve městě Cava de' Tirreni. Tím začíná pro opatství období velkého úpadku, kdy je řízeno na dálku prostřednictvím důvěrníků.

### 15.–18. století: Znovuzrození
Situace se vyřešila, když poslední z těchto opatů - kardinálů připojil opatství ke Kongregaci svaté Justiny v Padově. Reforma už nevsazovala do čela opatství kardinála ani biskupa, ale opata, který obnovil klášterní disciplínu a studium věd a umění.
Během 16.–18. století byly v opatství provedeny také četné architektonické změny. Opat Giulio De Palma nechal zrekonstruovat mimo jiné i archiv s asi 15 000 pergameny z 8.–9. století a knihovnu, která uchovává mimo jiné i vzácné rukopisy a prvotisky.

### 19.–20. století: Zákazy
Dne 7. června 1867 bylo opatství prohlášeno za národní památku a svěřeno do ochrany na určitou dobu komunitě mnichů, čímž se zachránilo od zničení tak, jak se to v této době stalo mnohým italským opatstvím.
Od roku 1979 spravuje opatství diecézi, 4 farnosti a také svatyně v okolí.